# نادي كابوي ويراريوز
نادي كابوي ويراريوز (بالإنجليزية: Kabwe Warriors FC)‏ هو نادي كرة قدم زامبي تأسس عام 1966 قي مدينة كابوي في دولة زامبيا، وكما أنه يلعب في الدوري الزامبي الممتاز.